# CAXA
CAXA是北京数码大方科技股份有限公司（数码大方）开发的一系列工业设计软件，包括CAXA 2D CAD电子图板、CAXA 3D CAD实体设计、CAE分析仿真、CAPP工艺图表、CAM线切割、CAM数控车、CAM制造工程师、PLM协同管理、DNC设备物联、MES制造过程管理等软件。

## CAXA电子图板
CAXA电子图板是一个通用CAD软件系统，可以进行零件图设计、装配图设计、零件图组装装配图、装配图拆画零件图、工艺图表设计、平面包装设计、电气图纸设计等。在中华人民共和国，CAXA电子图板已经在机械、电子、航空、航天、汽车、船舶、轻工、纺织、建筑及工程建设等领域得到了广泛的应用。

## CAXA实体设计
CAXA实体设计是一个具有开放式结构体系的三维CAD创新设计平台，提供了多层次的二次开发方案。
它具有以下一些特点：
1. 提供了二次开发接口；
2. 集成了CAXA电子图板，使得该软件既有三维设计环境，又能在二维设计环境进行设计；
3. 在三维设计环境中得到的数据能实时地传递到二维设计环境中；
4. 具有三维动画设计和图形图像的渲染能力，可生成真实效果模拟和动画仿真；
5. 使用拖拉式的建模方式，交互性强。

## 评价
2022年版的CAXA 3D实体设计软件被评为工信部2022年工业软件优秀产品。